# Oscar Cullmann
Oscar Cullmann, född den 25 februari 1902 i Strasbourg, död den 16 januari 1999 i Chamonix, var en schweizisk kristen teolog i luthersk tradition. Han är mest känd för sitt arbete inom den ekumeniska rörelsen, som delvis ansvarar för upprättande av en dialog mellan lutherska och katolska traditioner. 

## Biografi
Cullmann föddes i Strasbourg (då i Tyskland ) och studerade klassisk filologi och teologi vid seminariet där. År 1926 accepterade han en tjänst som biträdande professor, en position som tidigare innehades av Albert Schweitzer.
År 1930 utsågs han till professor i Nya Testamentets exegetik, och 1936 började han även undervisa i den tidiga kyrkans historia, och 1938 i båda ämnena på Basels reformerta seminarium. År 1948 accepterade han att undervisa i teologi i Paris på Sorbonne samtidigt som han fortsatte i Basel. Han avgick från båda tjänsterna 1972.
Cullmanns studier om kristen eskatologi och kristologi drev honom att föreslå en tredje riktning i motsats till de polära positionerna hos Dodd och Schweitzer, känd som "frälsande historia". Han skrev att Jesus Kristus var mittpunkten av den heliga historien, som en grund för allmän historia, och som löper linjärt från skapelsen till fulländning. Han betonade objektiv realitet i den heliga historien mot den tyska teologen Rudolf Bultmanns existentialistiska tolkning.
Vid hans död utfärdade Kyrkornas världsråd en särskild hyllning till Cullmann för att hedra hans ekumeniska arbete.
På grund av hans intensiva ekumeniska arbetet föreslog Cullmanns Baselkollega Karl Barth skämtsamt, att hans gravsten skulle bära inskriptionen "rådgivare till tre påvar." Han var också inbjuden att vara observatör vid Andra Vatikankonciliet.